# Deutsches Filminstitut
El Deutsches Filminstitut - DIF (Institut de Cinema Alemany) és un institut per a l'estudi del cinema, amb seu a Frankfurt am Main, Alemanya.

## Història
L'Institut de Cinema Alemany va ser fundat el 13 d'abril de 1949 com a Institut Alemany d'Estudis Cinematogràfics (DIF). El 1952, el Deutsches Filmarchiv ("Arxiu de cinema alemany"; fundat a Marburg el 1947 per Hanns Wilhelm Lavies com a Arxiu d'Estudis Cinematogràfics) es va crear com a departament autònom del DIF, des del qual es va separar de nou després d'una reorganització el 1956.
L'1 de gener de 1959, Lavies va deixar el DIF i va ser succeït com a director per Max Lippmann. Theo Fürstenau va ser director el 1966, i el 1981 Gerd Albrecht. La directora des de l'1 de febrer de 1997 fins a setembre de 2017 va ser Claudia Dillmann.
El 30 d'octubre de 1999, el nom es va canviar oficialment a Deutsches Filminstitut - DIF. El gener de 2006 l'organització es va fusionar amb el Deutsches Filmmuseum ("Museu del Cinema Alemany"), també amb seu a Frankfurt del Main, a DFF – Deutsches Filminstitut & Filmmuseum.

## Funcions
El Deutsches Filminstitut té un dels arxius cinematogràfics més grans d'Alemanya i una de les col·leccions més completes de material sobre tots els aspectes de la cinematografia i el cinema.
Els projectes actuals inclouen:
- L'edició i publicació de les decisions de censura de la Berliner Film-Oberprüfungstelle ("Punt d'inspecció cinematogràfica de Berlín") de 1920 a 1938
- COLLATE: un sistema col·laboratiu per a l'anotació i indexació de material d'arxiu
- filmportal.de - un portal d'Internet per al cinema alemany
- filmarchives-online.eu – catàleg col·lectiu d'arxius cinematogràfics europeus
- EFG - The European Film Gateway: un punt d'accés únic a les col·leccions digitals conservades a les cinemateques i arxius cinematogràfics europeus

El DIF és membre fundador de la Deutscher Kinemathekenverbund ("Unió Alemanya de Cinemateques").